# JK Vall
Der JK Vall war ein Fußballverein in der estnischen Hauptstadt Tallinn.
JK steht für Jalgpalliklubi („Fußballverein“). Der JK Vall spielte 1996/97 in der obersten estnischen Spielklasse, der Meistriliiga. In der Relegation konnte er den Klassenerhalt sichern, verzichtete dann aber auf seinen Erstligaplatz zugunsten des Lelle SK. Angeblich wurde damals für die Übertragung der Spielberechtigung auf den Lelle SK ein hoher Geldbetrag gezahlt, der den JK Vall finanziell sanieren sollte.

## Platzierung
| Saison | Spielklasse | Endplatzierung | Tore +/- | Punkte |
| ------ | ----------- | -------------- | -------- | ------ |
| 96/97  | I           | 8              | −35      | 1      |